# Ernst Valentin von Strebel
Ernst Valentin von Strebel (* 5. September 1846 in Weil im Schönbuch; † 24. September 1927 in Stuttgart) war ein deutscher Pflanzenbauwissenschaftler und Agrarökonom.

## Leben und Wirken
Ernst Valentin, Sohn des Pfarrers Johann Valentin Strebel (geb. 1801 in Oberndorf/Schweinfurt) und der Johanna Emilia Magdalena Harleß (geb. 1809 in Nürnberg, Schwester von Adolf Harleß und Emil Harleß), praktizierte nach dem Besuch eines Stuttgarter Gymnasiums vier Jahre auf verschiedenen Gütern, studierte dann Landwirtschaft in Hohenheim und war seit 1873 als Wirtschaftsinspektor und Lehrer an der Ackerbauschule in Hohenheim tätig. 1881 wurde er als Professor an die Landwirtschaftliche Akademie Hohenheim berufen mit dem Lehrauftrag für Pflanzenbau und  Maschinenkunde. Sein Hauptinteresse galt zunächst dem Speziellen Pflanzenbau. In Fachkreisen machte er sich mit mehreren Buchveröffentlichungen einen Namen, vor allem mit einem Handbuch des Hopfenbaues (1887) und einem Lehrbuch des Getreidebaues (1888).
Von 1897 bis 1912 war Strebel Direktor der Landwirtschaftlichen Akademie Hohenheim. Mit dem Direktorat übernahm er das Fachgebiet Wirtschaftslehre des Landbaus. Fortan hielt er überwiegend Vorlesungen über landwirtschaftliche Betriebslehre und über den Hohenheimer Gutsbetrieb. Während seiner Amtszeit hat er viel für die  Erweiterung des Lehrkörpers an der Hohenheimer Akademie getan. Er engagierte sich in mehreren landwirtschaftlichen Vereinigungen, u. a. im Deutschen Landwirtschaftsrat und in der Deutschen Landwirtschafts-Gesellschaft. Bis ins hohe Alter war er als Buchautor tätig. Die Landwirtschaftliche Hochschule Hohenheim verlieh ihm 1922 die Würde eines Ehrendoktors. Sein ältester Bruder war der Orgelbauer Johannes Strebel (geb. 1832 in Forchtenberg).

## Hauptwerke
- Handbuch des Hopfenbaues. Eine Anleitung zur rationellen Kultur des Hopfens. Verlag E. Ulmer Stuttgart 1887.
- Der Getreidebau. Eine Anleitung zur Kultur des Getreides, nebst Abbildungen und Beschreibungen der wichtigsten Getreidearten. Verlag E. Ulmer Stuttgart 1888.
- Die einzelnen Ackerbaugewächse und deren Kultur. In: Handbuch der Gesamten Landwirtschaft, herausgegeben von Theodor Freiherr von der Goltz, Verlag der Laupp´schen Buchhandlung Tübingen 1889, Bd. 2. Der Acker- und Pflanzenbau, S. 425–618.
- Beiträge zur Kenntnis der württembergischen Landwirtschaft. Als Festschrift zur 86.Jahresfeier der Königlichen Württembergischen Landwirtschaftlichen Hochschule Hohenheim bearbeitet. Verlag E. Ulmer Stuttgart 1904.
- Die Jungviehweiden mit besonderer Berücksichtigung der Genossenschafts- und Vereinsweiden in Württemberg. Verlag E. Ulmer Stuttgart 1908.
- Der Krieg und die deutsche Landwirtschaft. Verlag E. Ulmer Stuttgart 1915.
- Der Lehrling in der Landwirtschaft, seine stufenweise praktische Ausbildung. Für Lehrlinge, Lehrherren und Berufsberater. Verlag E. Ulmer Stuttgart 1921.
- Zeitgemäßer Betrieb der Landwirtschaft, besonders in der bäuerlichen Wirtschaft. Für landwirtschaftliche Schulen und zum Gebrauch für praktische Landwirte. Verlag E. Ulmer Stuttgart 1922; 2. Aufl. 1925.